# Blepharipodidae
Blepharipodidae é uma família pertencente à superfamília Hippoidea de caranguejos escavadores, compreendendo os géneros Blepharipoda e Lophomastix. Distinguem-se dos restantes taxa da superfamília Hippoidea pela forma peculiar das suas guelras, que são filamentosas (tricobranqueados) na família Blepharipodidae, mas lamelares (filobranqueados) nas famílias Albuneidae e Hippidae. Fósseis pertencentes a espécias incluídas no género Lophomastix foram encontrados em rochas datadas do Eoceno.